# Silviu Izvoranu
Silviu Izvoranu (Galați, 3 dicembre 1982) è un ex calciatore rumeno, di ruolo difensore.